# Marjuda
Marjuda (arab. مريودة) – wieś w Syrii, w muhafazie Aleppo. W 2004 roku liczyła 244 mieszkańców.